# Kiss Me More
Singles par Doja Cat
Streets
(2021)
Singles par SZA
Good Days
(2020)
Kiss Me More est une chanson de Doja Cat featuring SZA. Elle est sortie le 9 avril 2021 comme premier single extrait du troisième album de Doja Cat.

## Historique
En janvier 2021, Doja Cat annonce que SZA fait partie des artistes avec qui elle a collaboré pour son deuxième album studio.  

## Composition

### Pochette
La pochette de Kiss Me More est créée par l'artiste Chad Knight.

## Clip vidéo
Le clip vidéo de Kiss Me More est réalisé par Warren Fu (en). Il met en scène un astronaute incarné par l'acteur Alex Landi qui explore une planète rose à l'environnement désertique et rencontre une version géante de Doja Cat et SZA. Il se déplace le long d'une rivière à l'aide d'un kayak et est attiré par le chant des sirènes des deux femmes. Après un changement de plan, l'astronaute est devenu un personnage du jeu vidéo auquel Doja Cat et SZA sont en train de jouer.
La chanson remporte le 3 avril 2022 la catégorie de la meilleure prestation vocale pop d'un duo lors de la 64e cérémonie des Grammy Awards.

## Classements hebdomadaires
| Classement (2021)                          | Meilleure position |
| ------------------------------------------ | ------------------ |
| Allemagne (GfK Entertainment)              | 37                 |
| Australie (ARIA)                           | 2                  |
| Australie (ARIA Hip Hop/R&B)               | 2                  |
| Autriche (Ö3 Austria Top 40)               | 30                 |
| Belgique (Flandre Ultratop 50 Singles)     | 46                 |
| Belgique (Flandre Ultratop R&B/Hip-Hop)    | 9                  |
| Belgique (Wallonie Ultratop 50 Singles)    | 50                 |
| Bolivie (Monitor Latino)                   | 10                 |
| Canada (Hot 100)                           | 5                  |
| Canada (All-Format)                        | 38                 |
| Canada (CHR/Top 40)                        | 14                 |
| Canada (Digital Songs)                     | 17                 |
| Canada (Hot AC)                            | 33                 |
| Communauté des États indépendants (Tophit) | 385                |
| Corée du Sud (Gaon)                        | 120                |
| Danemark (Tracklisten)                     | 6                  |
| Espagne (PROMUSICAE)                       | 85                 |
| États-Unis (Hot 100)                       | 5                  |
| États-Unis (Dance/Mix Show Airplay)        | 28                 |
| États-Unis (Digital Songs)                 | 11                 |
| États-Unis (Pop Airplay)                   | 17                 |
| États-Unis (Radio Songs)                   | 28                 |
| États-Unis (Rhythmic Songs)                | 12                 |
| États-Unis (Streaming Songs)               | 2                  |
| États-Unis (Rolling Stone Top 100 (en))    | 2                  |
| Finlande (Suomen virallinen lista)         | 8                  |
| France (SNEP)                              | 7                  |
| France (SNEP Radio)                        | 5                  |
| Global 200                                 | 5                  |
| Global Excl. U.S.                          | 6                  |
| Grèce (IFPI Greece)                        | 7                  |
| Hongrie (Stream Top 40)                    | 16                 |
| Irlande (Irish Singles Chart)              | 5                  |
| Islande (Tónlistinn)                       | 22                 |
| Italie (FIMI)                              | 79                 |
| Japon (Hot 100)                            | 97                 |
| Lettonie (LAIPA)                           | 7                  |
| Lituanie (AGATA)                           | 2                  |
| Macédoine (Radiomonitor)                   | 12                 |
| Malte (Radiomonitor)                       | 13                 |
| Mexique (Mexico Airplay)                   | 4                  |
| Mexique (Mexico Ingles Airplay (en))       | 4                  |
| Norvège (VG-lista)                         | 4                  |
| Nouvelle-Zélande (RMNZ)                    | 1                  |
| Pays-Bas (Nederlandse Top 40)              | 30                 |
| Pays-Bas (Single Top 100)                  | 14                 |
| Portugal (AFP)                             | 15                 |
| Roumanie (Airplay 100)                     | 77                 |
| Royaume-Uni (UK Singles Chart)             | 3                  |
| Salvador (Monitor Latino)                  | 15                 |
| Singapour (RIAS (en))                      | 3                  |
| Slovaquie (IFPI Singles Digitál)           | 9                  |
| Suède (Sverigetopplistan)                  | 17                 |
| Suisse (Schweizer Hitparade)               | 17                 |
| Tchéquie (IFPI Rádio)                      | 68                 |
| Tchéquie (IFPI Singles Digitál)            | 10                 |

## Historique de sortie
| Région     | Date          | Format                       | Label                 | Réf.   |
| ---------- | ------------- | ---------------------------- | --------------------- | ------ |
| Monde      | 9 avril 2021  | - streaming - téléchargement | - Kemosabe (en) - RCA | [ 61 ] |
| États-Unis | 13 avril 2021 | radio Rhythmic (en)          | - Kemosabe (en) - RCA | [ 62 ] |
| États-Unis | 13 avril 2021 | radio CHR (en)               | - Kemosabe (en) - RCA | [ 63 ] |
| Russie     | 15 avril 2020 | radio CHR (en)               | Sony                  | [ 18 ] |
| Italie     | 16 avril 2020 | radio CHR (en)               | Sony                  | [ 64 ] |